# Per Welander
Per Olof Welander (i riksdagen kallad Welander i Östersund), född 10 maj 1868 i Årsunda, död 6 februari 1952 i Stockholm, var en svensk överjägmästare och politiker (liberal).
Per Welander var son till fanjunkaren Per Pettersson och Christina Olsson. Han avlade mogenhetsexamen i Gävle 1890 och utexaminerades från Ombergs skogsskola 1891 och från Skogsinstitutet 1893. Welander hade anställning hos Stora Kopparbergs bergslags AB 1895–1897 och tjänstgjorde som assistent i österdalarnes revir och Särna revir 1897–1898 samt i Lule revir Bodens revir 1899–1903. Dessutom innehade han befattning som lärare i skogshushållning med mera vid Bodens folkhögskola 1899–1903. Welander var jägmästare i Ölands revir 1904–1909 samt överjägmästare i Luleå distrikt 1910-1911 och i Mellersta Norrlands distrikt 1912-1933. Han intresserade sig främst för frågor rörande huggningsformer, föryngring och skogsekonomiska frågor. Bland hans uppdrag märks att han var ledamot av norrländska skogsvårdskommittén 1907–1912 och var statens träförädlingssakkunniga 1919–1922, statens ombud i Indalsälvens med flera flottningsföreningar 1920–1933 och ordförande i kommittén för reglering av skydsskoggränsen i Jämtlands med flera län 1924–1925. Welander var därjämte ordförande i Föreningen för skogsvård i Norrland 1912 och styrelseledamot i Norrlands skogsvårdsförbund 1912–1933 samt därunder vice ordförande från 1929. 1945 erhöll han skogsvårdsförbundets förtjänsttecken i guld. Welander publicerade ett flertal uppsatser i dagspress och fackpress rörande skogliga frågor. Han medarbetade även i den av Olof Bergqvist och Fredrik Svenonius utgivna skildringen Lappland (1908). Allmänt intresserad tillhörde Welander som liberal Jämtlands läns landsting 1915–1917.
Han var riksdagsledamot i första kammaren för Jämtlands läns valkrets 1917-1919 och tillhörde i riksdagen Frisinnade landsföreningens riksdagsparti Liberala samlingspartiet. Han var bland annat ledamot i första kammarens andra tillfälliga utskott vid lagtima riksmötet 1919 och engagerade sig exempelvis i flottningslagstiftningen.